# Course de la Paix espoirs 2015
La 3e édition de la Course de la Paix espoirs a eu lieu du 29 au 31 mai 2015. La course fait partie du calendrier UCI Europe Tour 2015 en catégorie 2.Ncup. C'est également la sixième épreuve de la Coupe des Nations espoirs.
L'épreuve a été remportée par l'Autrichien Gregor Mühlberger (Équipe nationale d'Autriche espoirs), vainqueur de la deuxième étape, devant le Belge Loïc Vliegen (Équipe nationale de Belgique espoirs), vainqueur quant à lui de la troisième étape, qui finit dans le même temps tandis que le Norvégien Odd Christian Eiking (Équipe nationale de Norvège espoirs) termine troisième à sept secondes du duo.
Mühlberger s'adjuge aussi le classement par points tandis que le Russe Evgeny Zverkov (Équipe nationale de Russie espoirs) gagne le classement de la montagne et que l'équipe nationale de Norvège espoirs remporte le classement par équipes.

## Présentation

### Équipes
Classée en catégorie 2.Ncup de l'UCI Europe Tour, la Course de la Paix espoirs est par conséquent ouverte aux équipes nationales et aux équipes mixtes.
Vingt-deux équipes nationales participent à cette Course de la Paix espoirs :
| Équipes nationales                             | Équipes nationales | Équipes nationales |
| Nom de l'équipe                                | Pays               | Code               |
| ---------------------------------------------- | ------------------ | ------------------ |
| Équipe nationale d'Allemagne espoirs           | Allemagne          | GER                |
| Équipe nationale d'Argentine espoirs           | Argentine          | ARG                |
| Équipe nationale d'Autriche espoirs            | Autriche           | AUT                |
| Équipe nationale de Belgique espoirs           | Belgique           | BEL                |
| Équipe nationale de Colombie espoirs           | Colombie           | COL                |
| Équipe nationale du Danemark espoirs           | Danemark           | DEN                |
| Équipe nationale des États-Unis espoirs        | États-Unis         | USA                |
| Équipe nationale de France espoirs             | France             | FRA                |
| Équipe nationale d'Italie espoirs              | Italie             | ITA                |
| Équipe nationale du Japon espoirs              | Japon              | JPN                |
| Équipe nationale du Kazakhstan espoirs         | Kazakhstan         | KAZ                |
| Équipe nationale du Luxembourg espoirs         | Luxembourg         | LUX                |
| Équipe nationale de Norvège espoirs            | Norvège            | NOR                |
| Équipe nationale des Pays-Bas espoirs          | Pays-Bas           | NED                |
| Équipe nationale de Pologne espoirs            | Pologne            | POL                |
| Équipe nationale de République tchèque espoirs | Tchéquie           | CZE                |
| Équipe nationale du Royaume-Uni espoirs        | Royaume-Uni        | GBR                |
| Équipe nationale de Russie espoirs             | Russie             | RUS                |
| Équipe nationale de Slovaquie espoirs          | Slovaquie          | SVK                |
| Équipe nationale de Slovénie espoirs           | Slovénie           | SLO                |
| Équipe nationale de Suisse espoirs             | Suisse             | SUI                |
| Équipe nationale d'Ukraine espoirs             | Ukraine            | UKR                |

## Étapes
| Étape     | Date   | Villes étapes                     |                   | Distance (km) | Vainqueur d’étape | Leader du classement général |
| --------- | ------ | --------------------------------- | ----------------- | ------------- | ----------------- | ---------------------------- |
| 1re étape | 29 mai | Jeseník - Rýmařov                 | Étape de plaine   | 122           | Gabriel Cullaigh  | Gabriel Cullaigh             |
| 2e étape  | 30 mai | Głuchołazy (POL) - Praděd-Ovčárna | Étape de montagne | 113,6         | Gregor Mühlberger | Gregor Mühlberger            |
| 3e étape  | 31 mai | Jeseník - Jeseník                 | Étape vallonnée   | 160,1         | Loïc Vliegen      | Gregor Mühlberger            |

## Déroulement de la course

### 1reétape
| Classement de l'étape | Classement de l'étape | Classement de l'étape | Classement de l'étape                          | Classement de l'étape |
|                       | Coureur               | Pays                  | Équipe                                         | Temps                 |
| --------------------- | --------------------- | --------------------- | ---------------------------------------------- | --------------------- |
| 1er                   | Gabriel Cullaigh      | Royaume-Uni           | Équipe nationale du Royaume-Uni espoirs        | en 2 h 59 min 13 s    |
| 2e                    | Marko Pavlic          | Slovénie              | Équipe nationale de Slovénie espoirs           | + 0 s                 |
| 3e                    | Daniel Turek          | Tchéquie              | Équipe nationale de République tchèque espoirs | + 0 s                 |
| 4e                    | Germán Chaves         | Colombie              | Équipe nationale de Colombie espoirs           | + 9 s                 |
| 5e                    | Rok Korošec           | Slovénie              | Équipe nationale de Slovénie espoirs           | + 13 s                |
| 6e                    | František Sisr        | Tchéquie              | Équipe nationale de République tchèque espoirs | + 13 s                |
| 7e                    | Lucas Gaday           | Argentine             | Équipe nationale d'Argentine espoirs           | + 13 s                |
| 8e                    | Alexander Kamp        | Danemark              | Équipe nationale du Danemark espoirs           | + 13 s                |
| 9e                    | Gregor Mühlberger     | Autriche              | Équipe nationale d'Autriche espoirs            | + 13 s                |
| 10e                   | Kenneth Van Rooy      | Belgique              | Équipe nationale de Belgique espoirs           | + 13 s                |
| modifier              |                       |                       |                                                |                       |

| Classement général | Classement général | Classement général | Classement général                             | Classement général |
|                    | Coureur            | Pays               | Équipe                                         | Temps              |
| ------------------ | ------------------ | ------------------ | ---------------------------------------------- | ------------------ |
| 1er                | Gabriel Cullaigh   | Royaume-Uni        | Équipe nationale du Royaume-Uni espoirs        | en 2 h 59 min 3 s  |
| 2e                 | Marko Pavlic       | Slovénie           | Équipe nationale de Slovénie espoirs           | + 4 s              |
| 3e                 | Daniel Turek       | Tchéquie           | Équipe nationale de République tchèque espoirs | + 6 s              |
| 4e                 | Jérémy Maison      | France             | Équipe nationale de France espoirs             | + 17 s             |
| 5e                 | Germán Chaves      | Colombie           | Équipe nationale de Colombie espoirs           | + 19 s             |
| 6e                 | Evgeny Zverkov     | Russie             | Équipe nationale de Russie espoirs             | + 19 s             |
| 7e                 | František Sisr     | Tchéquie           | Équipe nationale de République tchèque espoirs | + 22 s             |
| 8e                 | Rok Korošec        | Slovénie           | Équipe nationale de Slovénie espoirs           | + 23 s             |
| 9e                 | Lucas Gaday        | Argentine          | Équipe nationale d'Argentine espoirs           | + 23 s             |
| 10e                | Alexander Kamp     | Danemark           | Équipe nationale du Danemark espoirs           | + 23 s             |
| modifier           |                    |                    |                                                |                    |

### 2eétape
| Classement de l'étape | Classement de l'étape | Classement de l'étape | Classement de l'étape                | Classement de l'étape |
|                       | Coureur               | Pays                  | Équipe                               | Temps                 |
| --------------------- | --------------------- | --------------------- | ------------------------------------ | --------------------- |
| 1er                   | Gregor Mühlberger     | Autriche              | Équipe nationale d'Autriche espoirs  | en 3 h 2 min 4 s      |
| 2e                    | Laurens De Plus       | Belgique              | Équipe nationale de Belgique espoirs | + 2 s                 |
| 3e                    | Odd Christian Eiking  | Norvège               | Équipe nationale de Norvège espoirs  | + 7 s                 |
| 4e                    | Loïc Vliegen          | Belgique              | Équipe nationale de Belgique espoirs | + 7 s                 |
| 5e                    | Ildar Arslanov        | Russie                | Équipe nationale de Russie espoirs   | + 14 s                |
| 6e                    | Lennard Kämna         | Allemagne             | Équipe nationale d'Allemagne espoirs | + 14 s                |
| 7e                    | Matvey Mamykin        | Russie                | Équipe nationale de Russie espoirs   | + 14 s                |
| 8e                    | Mark Padun            | Ukraine               | Équipe nationale d'Ukraine espoirs   | + 14 s                |
| 9e                    | Gianni Moscon         | Italie                | Équipe nationale d'Italie espoirs    | + 14 s                |
| 10e                   | Anders Skaarseth      | Norvège               | Équipe nationale de Norvège espoirs  | + 18 s                |
| modifier              |                       |                       |                                      |                       |

| Classement général | Classement général   | Classement général | Classement général                   | Classement général |
|                    | Coureur              | Pays               | Équipe                               | Temps              |
| ------------------ | -------------------- | ------------------ | ------------------------------------ | ------------------ |
| 1er                | Gregor Mühlberger    | Autriche           | Équipe nationale d'Autriche espoirs  | en 6 h 1 min 20 s  |
| 2e                 | Laurens De Plus      | Belgique           | Équipe nationale de Belgique espoirs | + 6 s              |
| 3e                 | Odd Christian Eiking | Norvège            | Équipe nationale de Norvège espoirs  | + 13 s             |
| 4e                 | Loïc Vliegen         | Belgique           | Équipe nationale de Belgique espoirs | + 16 s             |
| 5e                 | Ildar Arslanov       | Russie             | Équipe nationale de Russie espoirs   | + 24 s             |
| 6e                 | Lennard Kämna        | Allemagne          | Équipe nationale d'Allemagne espoirs | + 24 s             |
| 7e                 | Matvey Mamykin       | Russie             | Équipe nationale de Russie espoirs   | + 24 s             |
| 8e                 | Mark Padun           | Ukraine            | Équipe nationale d'Ukraine espoirs   | + 24 s             |
| 9e                 | Gianni Moscon        | Italie             | Équipe nationale d'Italie espoirs    | + 24 s             |
| 10e                | Marko Pavlic         | Slovénie           | Équipe nationale de Slovénie espoirs | + 24 s             |
| modifier           |                      |                    |                                      |                    |

### 3eétape
| Classement de l'étape | Classement de l'étape | Classement de l'étape | Classement de l'étape                          | Classement de l'étape |
|                       | Coureur               | Pays                  | Équipe                                         | Temps                 |
| --------------------- | --------------------- | --------------------- | ---------------------------------------------- | --------------------- |
| 1er                   | Loïc Vliegen          | Belgique              | Équipe nationale de Belgique espoirs           | en 3 h 57 min 30 s    |
| 2e                    | Odd Christian Eiking  | Norvège               | Équipe nationale de Norvège espoirs            | + 0 s                 |
| 3e                    | Gianni Moscon         | Italie                | Équipe nationale d'Italie espoirs              | + 0 s                 |
| 4e                    | Gregor Mühlberger     | Autriche              | Équipe nationale d'Autriche espoirs            | + 0 s                 |
| 5e                    | Lennard Kämna         | Allemagne             | Équipe nationale d'Allemagne espoirs           | + 0 s                 |
| 6e                    | Josef Černý           | Tchéquie              | Équipe nationale de République tchèque espoirs | + 6 s                 |
| 7e                    | Marko Pavlic          | Slovénie              | Équipe nationale de Slovénie espoirs           | + 6 s                 |
| 8e                    | Mark Padun            | Ukraine               | Équipe nationale d'Ukraine espoirs             | + 6 s                 |
| 9e                    | Laurens De Plus       | Belgique              | Équipe nationale de Belgique espoirs           | + 6 s                 |
| 10e                   | Anders Skaarseth      | Norvège               | Équipe nationale de Norvège espoirs            | + 6 s                 |
| modifier              |                       |                       |                                                |                       |

## Classements finals

### Classement général final
| Classement général final | Classement général final | Classement général final | Classement général final             | Classement général final |
|                          | Coureur                  | Pays                     | Équipe                               | Temps                    |
| ------------------------ | ------------------------ | ------------------------ | ------------------------------------ | ------------------------ |
| 1er                      | Gregor Mühlberger        | Autriche                 | Équipe nationale d'Autriche espoirs  | en 9 h 58 min 50 s       |
| 2e                       | Loïc Vliegen             | Belgique                 | Équipe nationale de Belgique espoirs | + 0 s                    |
| 3e                       | Odd Christian Eiking     | Norvège                  | Équipe nationale de Norvège espoirs  | + 7 s                    |
| 4e                       | Laurens De Plus          | Belgique                 | Équipe nationale de Belgique espoirs | + 12 s                   |
| 5e                       | Gianni Moscon            | Italie                   | Équipe nationale d'Italie espoirs    | + 16 s                   |
| 6e                       | Lennard Kämna            | Allemagne                | Équipe nationale d'Allemagne espoirs | + 24 s                   |
| 7e                       | Marko Pavlic             | Slovénie                 | Équipe nationale de Slovénie espoirs | + 30 s                   |
| 8e                       | Mark Padun               | Ukraine                  | Équipe nationale d'Ukraine espoirs   | + 30 s                   |
| 9e                       | Matvey Mamykin           | Russie                   | Équipe nationale de Russie espoirs   | + 33 s                   |
| 10e                      | Anders Skaarseth         | Norvège                  | Équipe nationale de Norvège espoirs  | + 34 s                   |
| modifier                 |                          |                          |                                      |                          |

### Classements annexes
| Classement par points | Classement par points | Classement par points | Classement par points                | Classement par points |
| --------------------- | --------------------- | --------------------- | ------------------------------------ | --------------------- |
|                       | Coureur               | Pays                  | Équipe                               | Point(s)              |
| 1er                   | Gregor Mühlberger     | Autriche              | Équipe nationale d'Autriche espoirs  | 46 points             |
| 2e                    | Loïc Vliegen          | Belgique              | Équipe nationale de Belgique espoirs | 39 pts                |
| 3e                    | Odd Christian Eiking  | Norvège               | Équipe nationale de Norvège espoirs  | 36 pts                |
| modifier              |                       |                       |                                      |                       |

| Classement de la montagne | Classement de la montagne | Classement de la montagne | Classement de la montagne          | Classement de la montagne |
| ------------------------- | ------------------------- | ------------------------- | ---------------------------------- | ------------------------- |
|                           | Coureur                   | Pays                      | Équipe                             | Point(s)                  |
| 1er                       | Evgeny Zverkov            | Russie                    | Équipe nationale de Russie espoirs | 20 points                 |
| 2e                        | Simone Petilli            | Italie                    | Équipe nationale d'Italie espoirs  | 11 pts                    |
| 3e                        | Mark Padun                | Ukraine                   | Équipe nationale d'Ukraine espoirs | 9 pts                     |
| modifier                  |                           |                           |                                    |                           |

| \| Classement par équipes[6] \| Classement par équipes[6] \| Classement par équipes[6] \| Classement par équipes[6] \| \| \| Équipe \| Pays \| Temps \| \| ------------------------- \| ------------------------------------ \| ------------------------- \| ------------------------- \| \| 1re \| Équipe nationale de Norvège espoirs \| Norvège \| en 29 h 58 min 3 s \| \| 2e \| Équipe nationale de Belgique espoirs \| Belgique \| + 2 min 50 s \| \| 3e \| Équipe nationale de Suisse espoirs \| Suisse \| + 4 min 0 s \| \| modifier \| \| \| \| |                                      |          |                    |
| Classement par équipes |                                      |          |                    |
| | Équipe                               | Pays     | Temps              |
| 1re | Équipe nationale de Norvège espoirs  | Norvège  | en 29 h 58 min 3 s |
| 2e | Équipe nationale de Belgique espoirs | Belgique | + 2 min 50 s       |
| 3e | Équipe nationale de Suisse espoirs   | Suisse   | + 4 min 0 s        |
| modifier |                                      |          |                    |

### Classement de l'UCI Coupe des Nations U23 2015
| Top dix de la Coupe des Nations espoirs à l'issue de la 6e manche | Top dix de la Coupe des Nations espoirs à l'issue de la 6e manche | Top dix de la Coupe des Nations espoirs à l'issue de la 6e manche | Top dix de la Coupe des Nations espoirs à l'issue de la 6e manche | Top dix de la Coupe des Nations espoirs à l'issue de la 6e manche |
| ----------------------------------------------------------------- | ----------------------------------------------------------------- | ----------------------------------------------------------------- | ----------------------------------------------------------------- | ----------------------------------------------------------------- |
|                                                                   | Coureur                                                           | Pays                                                              | Équipe                                                            | Point(s)                                                          |
| modifier                                                          |                                                                   |                                                                   |                                                                   |                                                                   |

### UCI Europe Tour
Cette Course de la Paix espoirs attribue des points pour l'UCI Europe Tour 2015, par équipes seulement aux coureurs des équipes continentales professionnelles et continentales, individuellement à tous les coureurs sauf ceux faisant partie d'une équipe ayant un label WorldTeam.
| Position,          | 1er | 2e | 3e | 4e | 5e | 6e | 7e | 8e |
| Classement général | 40  | 30 | 16 | 12 | 10 | 8  | 6  | 3  |
| Par étapel         | 8   | 5  | 2  |    |    |    |    |    |
| Leader, par étapel | 4   |    |    |    |    |    |    |    |

| Cycliste             | Équipe                                         | Général | Étape | Leader | Total |
| -------------------- | ---------------------------------------------- | ------- | ----- | ------ | ----- |
| Gregor Mühlberger    | Équipe nationale d'Autriche espoirs            | 40      | 8     | 4      | 52    |
| Loïc Vliegen         | Équipe nationale de Belgique espoirs           | 30      | 8     | -      | 38    |
| Odd Christian Eiking | Équipe nationale de Norvège espoirs            | 16      | 7     | -      | 23    |
| Laurens De Plus      | Équipe nationale de Belgique espoirs           | 12      | 5     | -      | 17    |
| Gabriel Cullaigh     | Équipe nationale du Royaume-Uni espoirs        | -       | 8     | 4      | 12    |
| Gianni Moscon        | Équipe nationale d'Italie espoirs              | 10      | 2     | -      | 12    |
| Marko Pavlic         | Équipe nationale de Slovénie espoirs           | 6       | 5     | -      | 11    |
| Lennard Kämna        | Équipe nationale d'Allemagne espoirs           | 8       | -     | -      | 8     |
| Mark Padun           | Équipe nationale d'Ukraine espoirs             | 3       | -     | -      | 3     |
| Daniel Turek         | Équipe nationale de République tchèque espoirs | -       | 2     | -      | 2     |

## Évolution des classements
| Étape              | Vainqueur          | Classement général | Classement par points | Classement de la montagne | Coureur le plus combatif | Classement par équipes                         |
| ------------------ | ------------------ | ------------------ | --------------------- | ------------------------- | ------------------------ | ---------------------------------------------- |
| 1                  | Gabriel Cullaigh   | Gabriel Cullaigh   | Gabriel Cullaigh      | Evgeny Zverkov            | Jérémy Maison            | Équipe nationale de République tchèque espoirs |
| 2                  | Gregor Mühlberger  | Gregor Mühlberger  | Gregor Mühlberger     | Evgeny Zverkov            | Philip O'Donnell         | Équipe nationale de Norvège espoirs            |
| 3                  | Loïc Vliegen       | Gregor Mühlberger  | Gregor Mühlberger     | Evgeny Zverkov            | Daniel Turek             | Équipe nationale de Norvège espoirs            |
| Classements finals | Classements finals | Gregor Mühlberger  | Gregor Mühlberger     | Evgeny Zverkov            | Non décerné              | Équipe nationale de Norvège espoirs            |

## Liste des participants
- Liste de départ complète

| Légende                             | Légende                                                                                                  | Légende                         | Légende                                                                                         |
| ----------------------------------- | --- | ------------------------------- | ----------------------------------------------------------------------------------------------- |
| Num                                 | Dossard de départ porté par le coureur sur cette Course de la Paix espoirs                               | Pos                             | Position finale au classement général                                                           |
| Leader du classement général        | Indique le vainqueur du classement général                                                               | Leader du classement par points | Indique le vainqueur du classement par points                                                   |
| Leader du classement de la montagne | Indique le vainqueur du classement de la montagne                                                        | #                               | Indique la meilleure équipe                                                                     |
| NP                                  | Indique un coureur qui n'a pas pris le départ d'une étape, suivi du numéro de l'étape où il s'est retiré | AB                              | Indique un coureur qui n'a pas terminé une étape, suivi du numéro de l'étape où il s'est retiré |
| HD                                  | Indique un coureur qui a terminé une étape hors des délais, suivi du numéro de l'étape                   |                                 |                                                                                                 |

| Équipe nationale de République tchèque espoirs CZE | Équipe nationale de République tchèque espoirs CZE | Équipe nationale de République tchèque espoirs CZE |
| -------------------------------------------------- | -------------------------------------------------- | -------------------------------------------------- |
| Num                                                | Coureur                                            | Pos                                                |
| 1                                                  | František Sisr (CZE)                               | AB-3                                               |
| 2                                                  | Daniel Turek (CZE)                                 | 46e                                                |
| 3                                                  | Josef Černý (CZE)                                  | 11e                                                |
| 4                                                  | Michael Kukrle (CZE)                               | 70e                                                |
| 5                                                  | Michal Schlegel (CZE)                              | 51e                                                |
| 6                                                  | Vojtěch Nipl (CZE)                                 | 95e                                                |
| Directeur sportif : Tomáš Konečný                  |                                                    |                                                    |

| Équipe nationale de Belgique espoirs BEL | Équipe nationale de Belgique espoirs BEL | Équipe nationale de Belgique espoirs BEL |
| ---------------------------------------- | ---------------------------------------- | ---------------------------------------- |
| Num                                      | Coureur                                  | Pos                                      |
| 11                                       | Benjamin Declercq (BEL)                  | 60e                                      |
| 12                                       | Laurens De Plus (BEL)                    | 4e                                       |
| 13                                       | Rémy Mertz (BEL)                         | AB-3                                     |
| 14                                       | Dries Van Gestel (BEL)                   | 36e                                      |
| 15                                       | Kenneth Van Rooy (BEL)                   | 58e                                      |
| 16                                       | Loïc Vliegen (BEL)                       | 2e                                       |
| Directeur sportif : Jean-Pierre Dubois   |                                          |                                          |

| Équipe nationale de Suisse espoirs SUI | Équipe nationale de Suisse espoirs SUI | Équipe nationale de Suisse espoirs SUI |
| -------------------------------------- | -------------------------------------- | -------------------------------------- |
| Num                                    | Coureur                                | Pos                                    |
| 21                                     | Valentin Baillifard (SUI)              | AB-3                                   |
| 22                                     | Kilian Frankiny (SUI)                  | 18e                                    |
| 23                                     | Lars Schnyder (SUI)                    | 83e                                    |
| 24                                     | Frank Pasche (SUI)                     | 49e                                    |
| 25                                     | Niels Knipp (SUI)                      | 15e                                    |
| 26                                     | Diego Wendelspiess (SUI)               | NP-1                                   |
| Directeur sportif : Danilo Hondo       |                                        |                                        |

| Équipe nationale des Pays-Bas espoirs NED | Équipe nationale des Pays-Bas espoirs NED | Équipe nationale des Pays-Bas espoirs NED |
| ----------------------------------------- | ----------------------------------------- | ----------------------------------------- |
| Num                                       | Coureur                                   | Pos                                       |
| 31                                        | Martijn Tusveld (NED)                     | AB-3                                      |
| 32                                        | Hartthijs de Vries (NED)                  | 41e                                       |
| 33                                        | Davy Gunst (NED)                          | 81e                                       |
| 34                                        | Koen Bouwman (NED)                        | 35e                                       |
| 35                                        | Martijn de Jong (NED)                     | 33e                                       |
| 36                                        | Timon van Reek (NED)                      | 86e                                       |
| Directeur sportif : Frank Pennings        |                                           |                                           |

| Équipe nationale du Japon espoirs JPN | Équipe nationale du Japon espoirs JPN | Équipe nationale du Japon espoirs JPN |
| ------------------------------------- | ------------------------------------- | ------------------------------------- |
| Num                                   | Coureur                               | Pos                                   |
| 41                                    | Takuma Akita (JPN)                    | 90e                                   |
| 42                                    | Toshiki Omote (JPN)                   | 101e                                  |
| 43                                    | Naoya Uchino (JPN)                    | 99e                                   |
| 44                                    | Ohko Shimizu (JPN)                    | 103e                                  |
| 45                                    | Yuri Kobashi (JPN)                    | 96e                                   |
| 46                                    | Atsushi Oka (JPN)                     | 88e                                   |
| Directeur sportif : Akira Asada       |                                       |                                       |

| Équipe nationale d'Allemagne espoirs GER | Équipe nationale d'Allemagne espoirs GER | Équipe nationale d'Allemagne espoirs GER |
| ---------------------------------------- | ---------------------------------------- | ---------------------------------------- |
| Num                                      | Coureur                                  | Pos                                      |
| 51                                       | Julian Schulze (GER)                     | 52e                                      |
| 52                                       | Maximilian Schachmann (GER)              | 26e                                      |
| 53                                       | Jan Brockhoff (GER)                      | 47e                                      |
| 54                                       | Lennard Kämna (GER)                      | 6e                                       |
| 55                                       | Jonas Koch (GER)                         | 67e                                      |
| 56                                       | Johannes Weber (GER)                     | 63e                                      |
| Directeur sportif : Ralf Grabsch         |                                          |                                          |

| Équipe nationale de Slovénie espoirs SLO | Équipe nationale de Slovénie espoirs SLO | Équipe nationale de Slovénie espoirs SLO |
| ---------------------------------------- | ---------------------------------------- | ---------------------------------------- |
| Num                                      | Coureur                                  | Pos                                      |
| 61                                       | Jure Miskulin (SLO)                      | AB-3                                     |
| 62                                       | Marko Pavlic (SLO)                       | 7e                                       |
| 63                                       | Rok Korošec (SLO)                        | 53e                                      |
| 64                                       | Luka Pajek (SLO)                         | AB-1                                     |
| 65                                       | Žiga Ručigaj (SLO)                       | 87e                                      |
| 66                                       | Žiga Grošelj (SLO)                       | 79e                                      |
| Directeur sportif : Marko Polanc         |                                          |                                          |

| Équipe nationale du Royaume-Uni espoirs GBR | Équipe nationale du Royaume-Uni espoirs GBR | Équipe nationale du Royaume-Uni espoirs GBR |
| ------------------------------------------- | ------------------------------------------- | ------------------------------------------- |
| Num                                         | Coureur                                     | Pos                                         |
| 71                                          | Germain Burton (GBR)                        | AB-3                                        |
| 72                                          | Gabriel Cullaigh (GBR)                      | 69e                                         |
| 73                                          | Scott Davies (GBR)                          | 20e                                         |
| 74                                          | Alistair Slater (GBR)                       | 56e                                         |
| 75                                          | Jake Kelly (GBR)                            | AB-3                                        |
| 76                                          | Mark Stewart (GBR)                          | AB-3                                        |
| Directeur sportif : Keith Lambert           |                                             |                                             |

| Équipe nationale du Luxembourg espoirs LUX | Équipe nationale du Luxembourg espoirs LUX | Équipe nationale du Luxembourg espoirs LUX |
| ------------------------------------------ | ------------------------------------------ | ------------------------------------------ |
| Num                                        | Coureur                                    | Pos                                        |
| 81                                         | Luc Turchi (LUX)                           | 84e                                        |
| 82                                         | Alec Lang (LUX)                            | AB-3                                       |
| 83                                         | Massimo Morabito (LUX)                     | 85e                                        |
| 84                                         | Larry Valvasori (LUX)                      | 50e                                        |
| 85                                         |                                            |                                            |
| 86                                         |                                            |                                            |
| Directeur sportif : Bernhard Baldinger     |                                            |                                            |

| Équipe nationale des États-Unis espoirs USA | Équipe nationale des États-Unis espoirs USA | Équipe nationale des États-Unis espoirs USA |
| ------------------------------------------- | ------------------------------------------- | ------------------------------------------- |
| Num                                         | Coureur                                     | Pos                                         |
| 91                                          | Alexey Vermeulen (USA)                      | 21e                                         |
| 92                                          | Colin Joyce (USA)                           | 72e                                         |
| 93                                          | Philip O'Donnell (USA)                      | 71e                                         |
| 94                                          | William Barta (USA)                         | 73e                                         |
| 95                                          | Stephen Bassett (USA)                       | AB-3                                        |
| 96                                          | Neilson Powless (USA)                       | 68e                                         |
| Directeur sportif : Michael Sayers          |                                             |                                             |

| Équipe nationale d'Italie espoirs ITA | Équipe nationale d'Italie espoirs ITA | Équipe nationale d'Italie espoirs ITA |
| ------------------------------------- | ------------------------------------- | ------------------------------------- |
| Num                                   | Coureur                               | Pos                                   |
| 101                                   | Gianni Moscon (ITA)                   | 5e                                    |
| 102                                   | Simone Petilli (ITA)                  | 28e                                   |
| 103                                   | Davide Gabburo (ITA)                  | 27e                                   |
| 104                                   | Giovanni Carboni (ITA)                | 66e                                   |
| 105                                   | Fausto Masnada (ITA)                  | 75e                                   |
| 106                                   | Niccolò Pacinotti (ITA)               | 74e                                   |
| Directeur sportif : Marino Amadori    |                                       |                                       |

| Équipe nationale d'Autriche espoirs AUT | Équipe nationale d'Autriche espoirs AUT | Équipe nationale d'Autriche espoirs AUT |
| --------------------------------------- | --------------------------------------- | --------------------------------------- |
| Num                                     | Coureur                                 | Pos                                     |
| 111                                     | Benjamin Brkic (AUT)                    | 23e                                     |
| 112                                     | Michael Gogl (AUT)                      | 78e                                     |
| 113                                     | Andreas Walzel (AUT)                    | 93e                                     |
| 114                                     | Gregor Mühlberger (AUT)                 | 1er                                     |
| 115                                     | Dennis Paulus (AUT)                     | 77e                                     |
| 116                                     | Sebastian Schönberger (AUT)             | 76e                                     |
| Directeur sportif : Franz Hartl         |                                         |                                         |

| Équipe nationale de Norvège espoirs # NOR | Équipe nationale de Norvège espoirs # NOR | Équipe nationale de Norvège espoirs # NOR |
| ----------------------------------------- | ----------------------------------------- | ----------------------------------------- |
| Num                                       | Coureur                                   | Pos                                       |
| 121                                       | Odd Christian Eiking (NOR)                | 3e                                        |
| 122                                       | Sindre Lunke (NOR)                        | 14e                                       |
| 123                                       | Øivind Lukkedahl (NOR)                    | 31e                                       |
| 124                                       | Amund Grøndahl Jansen (NOR)               | AB-3                                      |
| 125                                       | Anders Skaarseth (NOR)                    | 10e                                       |
| 126                                       | Markus Hoelgaard (NOR)                    | 34e                                       |
| Directeur sportif : Stig Kristiansen      |                                           |                                           |

| Équipe nationale du Danemark espoirs DEN | Équipe nationale du Danemark espoirs DEN | Équipe nationale du Danemark espoirs DEN |
| ---------------------------------------- | ---------------------------------------- | ---------------------------------------- |
| Num                                      | Coureur                                  | Pos                                      |
| 131                                      | Alexander Kamp (DEN)                     | 24e                                      |
| 132                                      | Mads Würtz Schmidt (DEN)                 | AB-3                                     |
| 133                                      | Mads Rahbek (DEN)                        | 57e                                      |
| 134                                      | Jonas Gregaard (DEN)                     | 32e                                      |
| 135                                      | Rune Almindsø (DEN)                      | 40e                                      |
| 136                                      | Patrick Olesen (DEN)                     | 12e                                      |
| Directeur sportif : Morten Bennekou      |                                          |                                          |

| Équipe nationale de France espoirs FRA   | Équipe nationale de France espoirs FRA | Équipe nationale de France espoirs FRA |
| ---------------------------------------- | -------------------------------------- | -------------------------------------- |
| Num                                      | Coureur                                | Pos                                    |
| 141                                      | Benoît Cosnefroy (FRA)                 | 91e                                    |
| 142                                      | Élie Gesbert (FRA)                     | 29e                                    |
| 143                                      | Adrien Legros (FRA)                    | 30e                                    |
| 144                                      | Jérémy Maison (FRA)                    | 17e                                    |
| 145                                      | Guillaume Martin (FRA)                 | 39e                                    |
| 146                                      | Nans Peters (FRA)                      | 62e                                    |
| Directeur sportif : Pierre-Yves Chatelon |                                        |                                        |

| Équipe nationale de Slovaquie espoirs SVK | Équipe nationale de Slovaquie espoirs SVK | Équipe nationale de Slovaquie espoirs SVK |
| ----------------------------------------- | ----------------------------------------- | ----------------------------------------- |
| Num                                       | Coureur                                   | Pos                                       |
| 151                                       | Juraj Bellan (SVK)                        | 55e                                       |
| 152                                       | Tomáš Harag (SVK)                         | 98e                                       |
| 153                                       | Juraj Lajcha (SVK)                        | 97e                                       |
| 154                                       | Matej Krajicek (SVK)                      | 102e                                      |
| 155                                       |                                           |                                           |
| 156                                       |                                           |                                           |
| Directeur sportif : Martin Riška          |                                           |                                           |

| Équipe nationale du Kazakhstan espoirs KAZ | Équipe nationale du Kazakhstan espoirs KAZ | Équipe nationale du Kazakhstan espoirs KAZ |
| ------------------------------------------ | ------------------------------------------ | ------------------------------------------ |
| Num                                        | Coureur                                    | Pos                                        |
| 161                                        | Tilegen Maidos (KAZ)                       | 65e                                        |
| 162                                        | Grigoriy Shtein (KAZ)                      | AB-3                                       |
| 163                                        | Oleg Zemlyakov (KAZ)                       | 19e                                        |
| 164                                        | Galym Akhmetov (KAZ)                       | 64e                                        |
| 165                                        | Roman Semyonov (KAZ)                       | 45e                                        |
| 166                                        | Sergey Shemyakin (KAZ)                     | AB-3                                       |
| Directeur sportif : Kairat Baigudinov      |                                            |                                            |

| Équipe nationale de Russie espoirs RUS | Équipe nationale de Russie espoirs RUS | Équipe nationale de Russie espoirs RUS |
| -------------------------------------- | -------------------------------------- | -------------------------------------- |
| Num                                    | Coureur                                | Pos                                    |
| 171                                    | Andrey Sazanov (RUS)                   | 100e                                   |
| 172                                    | Ildar Arslanov (RUS)                   | 13e                                    |
| 173                                    | Matvey Mamykin (RUS)                   | 9e                                     |
| 174                                    | Evgeny Zverkov (RUS)                   | 92e                                    |
| 175                                    | Nikolay Cherkasov (RUS)                | 61e                                    |
| 176                                    | Denis Zhujkov (RUS)                    | 59e                                    |
| Directeur sportif : Irakli Abramyan    |                                        |                                        |

| Équipe nationale de Pologne espoirs POL | Équipe nationale de Pologne espoirs POL | Équipe nationale de Pologne espoirs POL |
| --------------------------------------- | --------------------------------------- | --------------------------------------- |
| Num                                     | Coureur                                 | Pos                                     |
| 181                                     | Piotr Brożyna (POL)                     | 48e                                     |
| 182                                     | Jakub Kaczmarek (POL)                   | 22e                                     |
| 183                                     | Arkadiusz Owsian (POL)                  | 42e                                     |
| 184                                     | Patryk Stosz (POL)                      | 16e                                     |
| 185                                     | Wojciech Franczak (POL)                 | 82e                                     |
| 186                                     | Patryk Złotowicz (POL)                  | 80e                                     |
| Directeur sportif : Marek Leśniewski    |                                         |                                         |

| Équipe nationale d'Ukraine espoirs UKR | Équipe nationale d'Ukraine espoirs UKR | Équipe nationale d'Ukraine espoirs UKR |
| -------------------------------------- | -------------------------------------- | -------------------------------------- |
| Num                                    | Coureur                                | Pos                                    |
| 191                                    | Marlen Zmorka (UKR)                    | 43e                                    |
| 192                                    | Mark Padun (UKR)                       | 8e                                     |
| 193                                    | Mykyta Zubenko (UKR)                   | AB-3                                   |
| 194                                    | Anatoliy Budyak (UKR)                  | AB-3                                   |
| 195                                    | Rinat Udod (UKR)                       | 89e                                    |
| 196                                    | Timur Maleev (UKR)                     | 94e                                    |
| Directeur sportif : Sergiy Matveyev    |                                        |                                        |

| Équipe nationale de Colombie espoirs COL   | Équipe nationale de Colombie espoirs COL | Équipe nationale de Colombie espoirs COL |
| ------------------------------------------ | ---------------------------------------- | ---------------------------------------- |
| Num                                        | Coureur                                  | Pos                                      |
| 201                                        | Jhonatan Restrepo (COL)                  | AB-3                                     |
| 202                                        | Wilmar Paredes (COL)                     | 54e                                      |
| 203                                        | Aldemar Reyes (COL)                      | 38e                                      |
| 204                                        | Edward Díaz (COL)                        | 25e                                      |
| 205                                        | Luis Miguel Martínez (COL)               | 44e                                      |
| 206                                        | Germán Chaves (COL)                      | 37e                                      |
| Directeur sportif : Carlos Mario Jaramillo |                                          |                                          |

| Équipe nationale d'Argentine espoirs ARG | Équipe nationale d'Argentine espoirs ARG | Équipe nationale d'Argentine espoirs ARG |
| ---------------------------------------- | ---------------------------------------- | ---------------------------------------- |
| Num                                      | Coureur                                  | Pos                                      |
| 211                                      | Federico Vivas (ARG)                     | AB-3                                     |
| 212                                      | Juan Ignacio Curuchet (ARG)              | AB-3                                     |
| 213                                      | Lucas Gaday (ARG)                        | AB-3                                     |
| 214                                      | Joaquín García (ARG)                     | AB-3                                     |
| 215                                      | Nicolas Oscar Navarro (ARG)              | AB-3                                     |
| 216                                      | Sebastián Trillini (ARG)                 | AB-3                                     |
| Directeur sportif : Cristiano Valoppi    |                                          |                                          |